# (2102) Тантал
(2102) Тантал (др.-греч. Τάνταλος) — околоземный астероид из группы аполлонов, который принадлежит к редкому спектральному классу Q и характеризуется довольно вытянутой орбитой, ввиду чего в процессе своего движения вокруг Солнца пересекает орбиту не только Земли, но и Марса. Но главная его особенность — чрезвычайно большой наклон орбиты к плоскости эклиптики (свыше 64 °): это своеобразный рекорд среди всех астероидов, имеющих собственные имена.

Орбита астероида Тантал и его положение в Солнечной системе
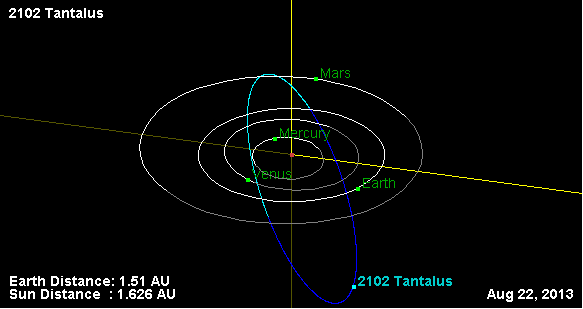
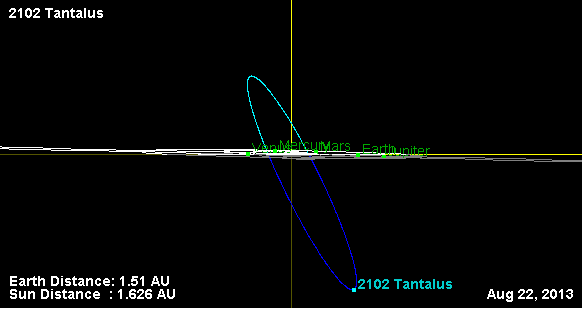
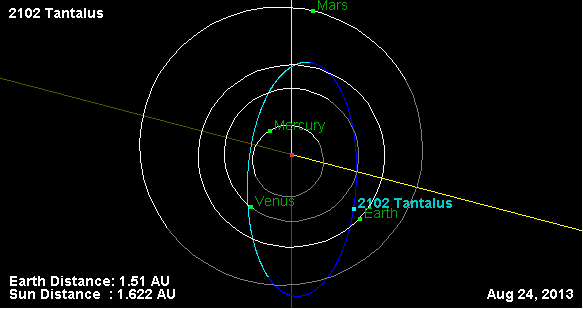

Он был открыт 27 декабря 1975 года американским астрономом Чарльзом Ковалем в Паломарской обсерватории и назван в честь персонажа древнегреческой мифологии Тантала, царя Сипила во Фригии.